# Olaug Tvedten
Olaug Tvedten (20 juli 2000) is een Noors voetbalspeelster. Ze speelt als middenvelder voor Vålerenga IF in de Toppserien.

## Clubcarrière
Tvedten voetbalde in haar jeugdjaren bij IK Trott. In 2016 voegde ze zich bij Toppserien cluv Avaldsnes IL en maakte haar competitiedebuut in september 2016. Met Avaldsnes IL won ze in 2017 de Noorse beker, de eerste prijs in de clubgeschiedenis.
Tvedten maakte in augustus 2021 de overstap naar competitiegenoot Vålerenga IF. Ze verlengde in juni 2023 haar contract bij de club uit Oslo tot augustus 2025. Tvedten werd in 2023 met Vålerenga kampioen van de Toppserien. Ze leverdd door 13 doelpunten te maken een grote bijdrage en werd daarmee gedeeld topscorer. In het seizoen 2024/25 wist Vålerenga zich voor het eerst te plaatsen voor de Champions League. In een uitwedstrijd tegen Arsenal WFC op 16 oktober 2024 wist Tvedten het eerste doelpunt voor de club in de groepsfase van de Champions League te maken.

## Statistieken
| Seizoen | Club         | Land      | Competitie | Wedstrijden | Doelpunten |
| ------- | ------------ | --------- | ---------- | ----------- | ---------- |
| 2016    | Avaldsnes IL | Noorwegen | Toppserien | 4           | 0          |
| 2017    | Avaldsnes IL | Noorwegen | Toppserien | 11          | 0          |
| 2018    | Avaldsnes IL | Noorwegen | Toppserien | 12          | 0          |
| 2019    | Avaldsnes IL | Noorwegen | Toppserien | 22          | 7          |
| 2020    | Avaldsnes IL | Noorwegen | Toppserien | 17          | 2          |
| 2021    | Avaldsnes IL | Noorwegen | Toppserien | 3           | 0          |
| 2021    | Vålerenga IF | Noorwegen | Toppserien | 3           | 0          |
| 2022    | Vålerenga IF | Noorwegen | Toppserien | 23          | 7          |
| 2023    | Vålerenga IF | Noorwegen | Toppserien | 27          | 14         |
| 2024    | Vålerenga IF | Noorwegen | Toppserien | 27          | 13         |
| 2025    | Vålerenga IF | Noorwegen | Toppserien | 0           | 0          |
| Totaal  | Totaal       | Totaal    | Totaal     | 158         | 44         |

Laatste update: 5 januari 2025

## Interlandcarrière
Tvedten kwam als jeugdinternational uit voor Noorwegen -15, -16, -17, -19 en -23.
In oktober 2020 werd Tvedten voor het eerst opgeroepen voor het Noorse seniorenteam. Ze debuteerde in play-offs tegen Noord-Ierland door in de 77ste minuut in te vallen voor Frida Maanum.